# Aram Mp3
Aram Sargsian (en armeni: Արամ Սարգսյան) conegut sota el pseudònim Aram Mp3 (Yerevan, Armènia, 5 d'abril del 1984) és un cantant, compositor, còmic, xouman i actor armeni. El 2014 va representar el seu país al Festival d'Eurovisió, celebrat a Copenhague, Dinamarca.

## Biografia
Aram Sargsian va néixer a la capital d'Armènia, Yerevan. Es va matricular a la Universitat Estatal de Medicina de Yerevan i es va graduar l'any 2006. Durant els seus estudis, va actuar al xou còmic rus KVN, primerament entre universitaris armenis i després com a part integrant del grup armeni Ararat a Moscou.
El 2006, Aram s'uneix a altres còmics populars del grup "32 Atam" (32 dents). En els primers anys a 32 Atam acostumava a realitzar versions humorístiques de cançons populars sota el pseudònim d'"Aram Mp3", en referència al format d'àudio MP3.
El 2007 es converteix en el guanyador del programa 2 Astgher (2 estrelles) de la televisió Armènia 1 TV.
Alhora comença a actuar en directe en clubs de jazz i blues, gravant cançons i llançant vídeos musicals. Formats televisius com ara "X Factor", "Armenian Idol", "My Name Is...", "Power Of 10" varen ser presentats per ell, cosa que li va donar encara més popularitat. El 2010 l'Aram i els seus companys creen el Vitamin Club. Des de llavors ha presentat nombrosos xous a Armenia TV.
El 31 de desembre del 2014, l'Aram Mp3 és seleccionat per la televisió d'Armènia com a representant del país al Festival d'Eurovisió 2014. El 14 de març del 2014 es va anunciar que Aram cantaria la cançó "Not Alone". Al mes de març va aixecar polseguera provocant polèmica per haver criticat el representant d'Àustria, Conchita Wurst. Aquest país va escollir una performance d'un home vestit de dona, que l'Aram la va criticar, el que li va valdre el qualificatiu d'homòfob.

## Senzills
- 2013: «Shine»
- 2013: «If I Tried»
- 2013: «Just Go On»
- 2014: «Not Alone»